# Meidericher Spielverein Duisburg 2002-2003
Questa voce raccoglie le informazioni riguardanti il Meidericher Spielverein Duisburg nelle competizioni ufficiali della stagione 2002-2003.

## Stagione
Nella stagione 2002-2003 il Duisburg, allenato da Pierre Littbarski, Bernard Dietz e Norbert Meier, concluse il campionato di 2. Bundesliga all'8º posto. In Coppa di Germania il Duisburg fu eliminato al secondo turno dall'Amburgo.

## Rosa
| N. |                      | Ruolo | Calciatore       |
| -- | -------------------- | ----- | ---------------- |
| 1  | Polonia (bandiera)   | P     | Tomasz Bobel     |
| 2  | Germania (bandiera)  | D     | Sebastian Backer |
| 3  | Scozia (bandiera)    | D     | Steven Tweed     |
| 4  | Rep. Ceca (bandiera) | D     | Pavel Drsek      |
| 5  | Germania (bandiera)  | D     | Philipp Bönig    |
| 6  | Germania (bandiera)  | C     | Ralf Keidel      |
| 8  | Germania (bandiera)  | C     | Andreas Voss     |
| 9  | Germania (bandiera)  | A     | Marius Ebbers    |
| 10 | Turchia (bandiera)   | A     | Sercan Güvenışık |
| 11 | Germania (bandiera)  | D     | Carsten Wolters  |
| 12 | Germania (bandiera)  | D     | Marc Kienle      |
| 13 | Germania (bandiera)  | D     | Rouven Schröder  |
| 15 | Germania (bandiera)  | D     | Horst Steffen    |

| N. |                        | Ruolo | Calciatore       |
| -- | ---------------------- | ----- | ---------------- |
| 16 | Paesi Bassi (bandiera) | A     | Hilmi Mıhçı      |
| 17 | Bulgaria (bandiera)    | C     | Ilia Gruev       |
| 18 | Danimarca (bandiera)   | D     | Morten Rasmussen |
| 19 | Germania (bandiera)    | A     | Dominik Jansen   |
| 20 | Germania (bandiera)    | C     | Michael Zeyer    |
| 21 | Germania (bandiera)    | C     | Thomas Vana      |
| 22 | Albania (bandiera)     | D     | Ervin Fakaj      |
| 23 | Germania (bandiera)    | P     | Tobias Rott      |
| 24 | Germania (bandiera)    | P     | Dirk Langerbein  |
| 25 | Senegal (bandiera)     | A     | Louis Gomis      |
| 26 | Ungheria (bandiera)    | C     | Vasile Miriuță   |
| 32 | Italia (bandiera)      | C     | Giuseppe Spitali |

## Organigramma societario
Area tecnica
- Allenatore: Norbert Meier
- Allenatore in seconda:
- Preparatore dei portieri:
- Preparatori atletici:

## Calciomercato

### Sessione estiva
| Acquisti | Acquisti         | Acquisti        | Acquisti |
| R.       | Nome             | da              | Modalità |
| -------- | ---------------- | --------------- | -------- |
| C        | Vasile Miriuță   | Energie Cottbus |          |
| C        | Emerson          | Rio Branco-SP   |          |
| D        | Ervin Fakaj      | Genk            |          |
| A        | Louis Gomis      | Norimberga      |          |
| P        | Christoph Jacob  | Uerdingen 05    |          |
| P        | Dirk Langerbein  | LR Ahlen        |          |
| A        | Hilmi Mıhçı      | Eindhoven       |          |
| D        | Morten Rasmussen | Odense          |          |
| D        | Rouven Schröder  | Bochum          |          |

| Cessioni | Cessioni         | Cessioni        | Cessioni |
| R.       | Nome             | da              | Modalità |
| -------- | ---------------- | --------------- | -------- |
| P        | Christoph Jacob  | Wattenscheid 09 |          |
| P        | Stefan Brasas    | Omonia          |          |
| A        | Volkan Glatt     | Galatasaray     |          |
| A        | Rafał Grzelak    | Widzew Łódź     |          |
| C        | Benjamin Köhler  | Hertha Berlino  |          |
| A        | Gustav Policella | Greuther Fürth  |          |
| A        | Sören Seidel     | Holstein Kiel   |          |
| D        | Mirko Stark      | Wuppertal       |          |

### Sessione invernale
| Acquisti | Acquisti | Acquisti | Acquisti |
| R.       | Nome     | da       | Modalità |
| -------- | -------- | -------- | -------- |

| Cessioni | Cessioni | Cessioni      | Cessioni |
| R.       | Nome     | da            | Modalità |
| -------- | -------- | ------------- | -------- |
| C        | Emerson  | Rio Branco-SP |          |

## Risultati

### 2. Bundesliga

#### Girone di andata
| Arbitro: | Kircher |

|               |           |  |
| Güvenışık 84’ | Marcatori |  |

| Arbitro: | Merk |

|                                        |           |                                   |
| Springer 27’, 66’ Scherz 36’ Happe 54’ | Marcatori | 5’ Gomis 60’ Ebbers 61’ Güvenışık |

| Duisburg 25 agosto 2002, ore 15:00 CEST 3ª giornata | Duisburg | 0 – 0 referto | Wacker Burghausen | Wedaustadion (7 999 spett.)\| Arbitro: \| Marks \| |
| Arbitro:                                            | Marks    |               |                   |                                                    |

| Arbitro: | Pickel |

|           |           |            |
| Çetin 41’ | Marcatori | 24’ Keidel |

| Arbitro: | Kinhöfer |

|                             |           |  |
| Braham 17’ Winkler 71’, 82’ | Marcatori |  |

| Arbitro: | Schmidt |

|                             |           |                                    |
| Ebbers 32’, 58’ Emerson 80’ | Marcatori | 31’ Ivanović 39’ Lanzaat 45’ Grlić |

| Arbitro: | Fandel |

|                         |           |            |
| Guié-Mien 18’ Skela 90’ | Marcatori | 25’ Ebbers |

| Arbitro: | Koop |

|                       |           |                 |
| Zeyer 22’ Wolters 51’ | Marcatori | 14’ Mikolajczak |

| Arbitro: | Lange |

|                    |           |            |
| Bärwolf 51’ (rig.) | Marcatori | 26’ Ebbers |

| Arbitro: | Aust |

|            |           |            |
| Kienle 43’ | Marcatori | 45’ Thomas |

| Berlino 1º novembre 2002, ore 19:00 CET 11ª giornata | Union Berlino | 0 – 0 referto | Duisburg | Stadion An der Alten Försterei (6 741 spett.)\| Arbitro: \| Weber \| |
| Arbitro:                                             | Weber         |               |          |                                                                      |

| Arbitro: | Gräfe |

|           |           |  |
| Drsek 40’ | Marcatori |  |

| Arbitro: | Rafati |

|              |           |                 |
| Everaldo 70’ | Marcatori | 65’, 83’ Ebbers |

| Arbitro: | Albrecht |

|                         |           |  |
| Ebbers 2’, 68’ Voss 56’ | Marcatori |  |

| Arbitro: | Weber |

|                  |           |                                                     |
| Frommer 34’, 78’ | Marcatori | 10’ (aut.) Hoffmann 31’ Gruev 41’ Keidel 45’ Ebbers |

| Arbitro: | Otte |

|                      |           |                  |
| Drsek 69’ Ebbers 72’ | Marcatori | 70’ Stanislawski |

| Arbitro: | Weiner |

|                                             |           |           |
| K'obiashvili 74’ (rig.), 87’ Bajramović 85’ | Marcatori | 39’ Drsek |

#### Girone di ritorno
| Arbitro: | Scheppe |

|             |           |  |
| Azzouzi 88’ | Marcatori |  |

| Arbitro: | Gräfe |

|               |           |            |
| Bonimeier 12’ | Marcatori | 18’ Keidel |

| Arbitro: | Steinborn |

|                    |           |  |
| Voss 18’ Bönig 44’ | Marcatori |  |

| Arbitro: | Krug |

|                            |           |                                             |
| Zeyer 64’ (rig.) Gomis 86’ | Marcatori | 17’, 41’ Braham 31’ (aut.) Drsek 84’ Wagner |

| Arbitro: | Brych |

|             |           |  |
| Caspers 62’ | Marcatori |  |

| Arbitro: | Pickel |

|                             |           |                               |
| Ebbers 10’ Zeyer 34’ (rig.) | Marcatori | 42’ Kringe 67’ (rig.) Lottner |

| Arbitro: | Meyer |

|  |           |                              |
|  | Marcatori | 34’ Tsoumou-Madza 53’ Keller |

| Ahlen 14 marzo 2003, ore 19:00 CET 25ª giornata | LR Ahlen | 0 – 0 referto | Duisburg | Wersestadion (4 790 spett.)\| Arbitro: \| Rafati \| |
| Arbitro:                                        | Rafati   |               |          |                                                     |

| Arbitro: | Weiner |

|          |           |  |
| Gruev 5’ | Marcatori |  |

| Arbitro: | Voss |

|  |           |           |
|  | Marcatori | 84’ Gruev |

| Arbitro: | Walz |

|  |           |              |
|  | Marcatori | 48’ Baumgart |

| Arbitro: | Weber |

|                                 |           |            |
| Voronin 7’ Kramny 23’ Thurk 27’ | Marcatori | 24’ Keidel |

| Duisburg 25 aprile 2003, ore 19:00 CEST 30ª giornata | Duisburg | 0 – 0 referto | Waldhof Mannheim | Wedaustadion (4 396 spett.)\| Arbitro: \| Raquet \| |
| Arbitro:                                             | Raquet   |               |                  |                                                     |

| Arbitro: | Schmidt |

|                                     |           |          |
| Beliakov 39’ Obad 58’ Radulović 90’ | Marcatori | 72’ Voss |

| Arbitro: | Stark |

|                     |           |  |
| Voss 48’ Ebbers 84’ | Marcatori |  |

| Arbitro: | Schalk |

|                                       |           |  |
| Fröhlich 8’, 13’ Gerber 10’ Chris 84’ | Marcatori |  |

| Arbitro: | Voss |

|                             |           |                             |
| Ebbers 15’, 65’ Wolters 45’ | Marcatori | 56’ Bajramović 87’ Iashvili |

### Coppa di Germania
| Arbitro: | Frank |

|                         |           |                                     |
| Kruppke 60’ Bärwolf 87’ | Marcatori | 7’ Voss 54’ (rig.) Zeyer 117’ Bönig |

| Arbitro: | Strampe |

|                              |           |  |
| Maltritz 53’ Christensen 73’ | Marcatori |  |

## Statistiche

### Statistiche di squadra
| Competizione      | Punti | In casa | In casa | In casa | In casa | In casa | In casa | In trasferta | In trasferta | In trasferta | In trasferta | In trasferta | In trasferta | Totale | Totale | Totale | Totale | Totale | Totale | DR |
| Competizione      | Punti | G       | V       | N       | P       | Gf      | Gs      | G            | V            | N            | P            | Gf           | Gs           | G      | V      | N      | P      | Gf     | Gs     | DR |
| ----------------- | ----- | ------- | ------- | ------- | ------- | ------- | ------- | ------------ | ------------ | ------------ | ------------ | ------------ | ------------ | ------ | ------ | ------ | ------ | ------ | ------ | -- |
| 2. Bundesliga     | 46    | 17      | 9       | 5       | 3       | 25      | 17      | 17           | 3            | 5            | 9            | 17           | 30           | 34     | 12     | 10     | 12     | 42     | 47     | -5 |
| Coppa di Germania | -     | 0       | 0       | 0       | 0       | 0       | 0       | 2            | 1            | 0            | 1            | 3            | 4            | 2      | 1      | 0      | 1      | 3      | 4      | -1 |
| Totale            | 46    | 17      | 9       | 5       | 3       | 25      | 17      | 19           | 4            | 5            | 10           | 20           | 34           | 36     | 13     | 10     | 13     | 45     | 51     | -6 |

### Andamento in campionato
| Giornata  | 1 | 2 | 3 | 4  | 5  | 6  | 7  | 8  | 9  | 10 | 11 | 12 | 13 | 14 | 15 | 16 | 17 | 18 | 19 | 20 | 21 | 22 | 23 | 24 | 25 | 26 | 27 | 28 | 29 | 30 | 31 | 32 | 33 | 34 |
| --------- | - | - | - | -- | -- | -- | -- | -- | -- | -- | -- | -- | -- | -- | -- | -- | -- | -- | -- | -- | -- | -- | -- | -- | -- | -- | -- | -- | -- | -- | -- | -- | -- | -- |
| Luogo     | C | T | C | T  | T  | C  | T  | C  | T  | C  | T  | C  | T  | C  | T  | C  | T  | T  | T  | C  | C  | T  | C  | C  | T  | C  | T  | C  | T  | C  | T  | C  | T  | C  |
| Risultato | V | P | N | N  | P  | N  | P  | V  | N  | N  | N  | V  | V  | V  | V  | V  | P  | P  | N  | V  | P  | P  | N  | P  | N  | V  | V  | P  | P  | N  | P  | V  | P  | V  |
| Posizione | 6 | 7 | 9 | 10 | 13 | 13 | 13 | 13 | 12 | 13 | 13 | 11 | 11 | 11 | 6  | 5  | 7  | 9  | 9  | 9  | 7  | 8  | 8  | 8  | 9  | 8  | 8  | 8  | 8  | 9  | 10 | 8  | 8  | 8  |

Legenda:

Luogo: C = Casa; T = Trasferta. Risultato: V = Vittoria; N = Pareggio; P = Sconfitta.

### Statistiche dei giocatori
| Giocatore     | 2. Bundesliga | 2. Bundesliga | 2. Bundesliga | 2. Bundesliga | Coppa di Germania | Coppa di Germania | Coppa di Germania | Coppa di Germania | Totale   | Totale | Totale      | Totale     |
| Giocatore     | Presenze      | Reti          | Ammonizioni   | Espulsioni    | Presenze          | Reti              | Ammonizioni       | Espulsioni        | Presenze | Reti   | Ammonizioni | Espulsioni |
| ------------- | ------------- | ------------- | ------------- | ------------- | ----------------- | ----------------- | ----------------- | ----------------- | -------- | ------ | ----------- | ---------- |
| S. Backer     | 4             | 0             | 0             | 0             | 0                 | 0                 | 0                 | 0                 | 4        | 0      | 0           | 0          |
| T. Bobel      | 5             | 0             | 0             | 0             | 1                 | 0                 | 0                 | 0                 | 6        | 0      | 0           | 0          |
| P. Bönig      | 33            | 1             | 2             | 0             | 2                 | 1                 | 0                 | 0                 | 35       | 2      | 2           | 0          |
| P. Drsek      | 25            | 3             | 1             | 0             | 2                 | 0                 | 0                 | 0                 | 27       | 3      | 1           | 0          |
| M. Ebbers     | 31            | 15            | 5             | 0             | 2                 | 0                 | 0                 | 0                 | 33       | 15     | 5           | 0          |
| E. Emerson    | 6             | 1             | 0             | 0             | 0                 | 0                 | 0                 | 0                 | 6        | 1      | 0           | 0          |
| E. Fakaj      | 6             | 0             | 1             | 1             | 0                 | 0                 | 0                 | 0                 | 6        | 0      | 1           | 1          |
| L. Gomis      | 25            | 2             | 2             | 0             | 2                 | 0                 | 0                 | 0                 | 27       | 2      | 2           | 0          |
| I. Gruev      | 26            | 3             | 1             | 0             | 0                 | 0                 | 0                 | 0                 | 26       | 3      | 1           | 0          |
| S. Güvenışık  | 16            | 2             | 0             | 0             | 2                 | 0                 | 1                 | 0                 | 18       | 2      | 1           | 0          |
| D. Jansen     | 6             | 0             | 1             | 0             | 0                 | 0                 | 0                 | 0                 | 6        | 0      | 1           | 0          |
| R. Keidel     | 30            | 4             | 12            | 1             | 2                 | 0                 | 2                 | 0                 | 32       | 4      | 14          | 1          |
| M. Kienle     | 32            | 1             | 7             | 0             | 2                 | 0                 | 0                 | 0                 | 34       | 1      | 7           | 0          |
| D. Langerbein | 29            | 0             | 2             | 0             | 1                 | 0                 | 0                 | 0                 | 30       | 0      | 2           | 0          |
| V. Miriuță    | 12            | 0             | 2             | 0             | 0                 | 0                 | 0                 | 0                 | 12       | 0      | 2           | 0          |
| H. Mıhçı      | 5             | 0             | 2             | 0             | 0                 | 0                 | 0                 | 0                 | 5        | 0      | 2           | 0          |
| M. Rasmussen  | 15            | 0             | 3             | 0             | 1                 | 0                 | 0                 | 0                 | 16       | 0      | 3           | 0          |
| T. Rott       | 0             | 0             | 0             | 0             | 0                 | 0                 | 0                 | 0                 | 0        | 0      | 0           | 0          |
| R. Schröder   | 13            | 0             | 2             | 0             | 0                 | 0                 | 0                 | 0                 | 13       | 0      | 2           | 0          |
| G. Spitali    | 2             | 0             | 1             | 0             | 0                 | 0                 | 0                 | 0                 | 2        | 0      | 1           | 0          |
| H. Steffen    | 4             | 0             | 1             | 0             | 1                 | 0                 | 0                 | 0                 | 5        | 0      | 1           | 0          |
| S. Tweed      | 24            | 0             | 3             | 2             | 1                 | 0                 | 0                 | 0                 | 25       | 0      | 3           | 2          |
| T. Vana       | 14            | 0             | 6             | 0             | 1                 | 0                 | 0                 | 0                 | 15       | 0      | 6           | 0          |
| A. Voss       | 32            | 4             | 11            | 0             | 2                 | 1                 | 0                 | 0                 | 34       | 5      | 11          | 0          |
| C. Wolters    | 29            | 2             | 5             | 1             | 2                 | 0                 | 0                 | 0                 | 31       | 2      | 5           | 1          |
| M. Zeyer      | 32            | 3             | 1             | 0             | 2                 | 1                 | 1                 | 0                 | 34       | 4      | 2           | 0          |